# .ug
A .ug Uganda internetes legfelső szintű tartomány kódja, melyet 1995-ben hoztak létre. Most már lehet közvetlenül a .ug alá oldalt létrehozni, de általában a következő második szintű tartományok alá regisztrálnak.
- .co.ug: kereskedelem
- .ac.ug: egyetemek, főiskolák, kutatóintézetek
- .sc.ug: általános és középiskolák
- .go.ug: kormányzati szervezetek
- .ne.ug: internetszolgáltatók, hálózati oldalak
- .or.ug: nem-kormányzati szervezetek